# Alethea Hayter
Alethea Catharine Hayter (7 novembre 1911 – 10 janvier 2006) est une auteure britannique et représentante du British Council.

## Famille et jeunesse
Hayter est la fille de William Goodenough Hayter, conseiller juridique du gouvernement égyptien, et de son épouse, Alethea Slessor, fille d'un recteur du Hampshire. Son frère, un autre William Hayter, devient ambassadeur britannique en Union soviétique et directeur du New College d'Oxford, tandis que sa sœur Priscilla Napier est biographe.
Hayter passe ses premières années au Caire, en Égypte, dans les années précédant la Première Guerre mondiale, où les trois enfants Hayter sont bien éduqués par une gouvernante. La vie des enfants change radicalement lorsque leur père meurt, alors qu'il a encore la cinquantaine, et qu'ils retournent en Angleterre dans des conditions plus difficiles. Alethea Hayter n’a que douze ans. Sa sœur Priscilla décrit plus tard leur enfance heureuse au Caire dans ses mémoires A Late Beginner (1966). Les trois obtiennent tous des bourses pour leurs études supérieures. Hayter fait ses études à la Downe House School, dans le Berkshire, alors sous la direction de sa fondatrice Olive Willis, et à Lady Margaret Hall, à Oxford, où elle arrive en 1929 et obtient une licence en histoire moderne .

## Carrière
Après ses années à Oxford, Hayter fait partie de la rédaction de Country Life jusqu'en 1938. Pendant la Seconde Guerre mondiale, elle travaille à la censure postale à Londres, Gibraltar, aux Bermudes et à Trinidad.
En 1945, elle rejoint le British Council et, en 1952, est affectée en Grèce en tant que représentante adjointe. En 1960, elle se rend à Paris comme représentante adjointe et attachée culturelle adjointe, et son appartement de l'île Saint-Louis devient un lieu de rencontre pour les écrivains et les artistes. Son dernier poste au British Council est celui de représentante en Belgique et elle prend sa retraite en 1971.
Elle est membre des organes directeurs de l'Old Vic et du Sadler's Wells Theatre et du comité de gestion de la Society of Authors.
Hayter ne s'est jamais mariée. Elle est décédée le 10 janvier 2006, à l'âge de 94 ans, et est enterrée dans le cimetière de St Swithun, Headbourne Worthy.

## Publications
Sur la base de leur originalité, les œuvres les plus importantes de Hayter sont considérées comme A Sultry Month (1965), Opium and the Romantic Imagination (1968), Horatio's Version (1972) et A Voyage in Vain (1973). 
- Mrs Browning: A Poet's Work and its Setting (1962)
- Elizabeth Barrett Browning (1965)
- A Sultry Month (1965)
- <i id="mwdg"></i>Opium and the Romantic Imagination  (1968, rév. 1998)
- Horatio's Version (1972)
- A Voyage in Vain: Coleridge's Journey to Malta in 1804 (1973)
- FitzGerald to His Friends: Selected Letters of Edward FitzGerald  (1979) [éd.]
- Portrait of a Friendship: Drawn from New Letters of James Russell Lowell to Sybella Lady Lyttelton, 1881-1891 (1990) [éd.]
- The Backbone: Diaries of a Military Family in the Napoleonic Wars (1993) [éd.]
- Charlotte M Yonge (série Les écrivains et leur œuvre du British Council, 1996)
- A Wise Woman: A Memoir of Lavinia Mynors from her Diaries and Letters (1996) [éd.]
- The Wreck of the Abergavenny (2002)